# فاضل مقداد
ابوعبدالله مقداد بن عبدالله ره، مشهور به فاضل مقداد یا فاضل سُیوری از فقیهان قرن نهم هجری است.
فاضل مقداد، در دانش کلام، فقه، اصول، معانی و بیان، قرآن، حدیث و منطق دست داشت و دارای تألیفاتی است که نزد دانشمندان شیعه و سنی شهرتی فراوان دارد. او را «سیوری»، «اسدی»، «غروی» و شاگرد شهید اول می‌نامند.
وی به اعتبار محل تولدش به «سُیُوری» مشهور است. سُیُور قریه‌ای است واقع در نزدیکی شهر حلّه. از آنجا که «سیور» از توابع حلّه است، او به حلّی هم منتسب شده است.
خاندان مقداد از دانشمندان عرب نجف هستند، که نسب آنها به قبیله بنی اسد می‌رسد. اهالی بنی اسد، که شیعه بودند، نزدیک رود فرات عراق می‌زیستند.
فاضل مقداد تحصیلات مقدماتی علوم اسلامی را در شهرهای حله و بغداد به پایان رساند و برای ادامه تحصیل، به نجف رفت و تحصیلات عالی فقه و اصول و کلام را در آن حوزه دنبال نمود. فاضل مقداد با کوشش فراوان در راه تحقیق، پژوهش و طی مراحل اعلای دانش و فضل، جامع علوم عقلی و نقلی شد و به درجه عالی اجتهاد رسید و متصدّی مقام مرجعیت تقلید گشت.

## استادان
شهید اول، فخر المحققین، سید ضیاء الدین عبدالله الاعرجی و سید عمیدالدین

## آثار
۱. النافغ یوم الحشر: که شرح «باب حادی عشر» علّامه حلّی (متوفا: ۷۲۶ (قمری)) است شرح‌های بسیار بر باب حادی عشر علّامه حلّی نوشته شده است که از میان آنها، شرح فاضل مقداد، بیش از دیگر شرحها، مورد توجه اهل علم و تدریس در حوزه‌های علمیه قرار گرفته و بارها چاپ شده است. از این شرح، ترجمه‌های متعددی به فارسی صورت گرفته که معروفترین آنها، «الجامع فی ترجمه النافع»، است که توسط محمّد علی حسینی شهرستانی (متوفا: ۱۳۴۴ (قمری)) انجام شده است. هم چنین این شرح به زبان انگلیسی برگردانده شده، که در سال ۱۹۲۸ م در شهر لندن چاپ شده است.
دیگر آثار وی: «اللوامع الالهیه» و «نضد القواعد «قواعد الفقهیه»، «نضد القواعد»، «المسائل المقدادیه»، ارشاد الطالبین: که شرح «نهج المسترشدین» نوشته علامه حلّی در کلام است. کنز العرفان فی فقه القرآن در فقه می‌باشد.

## شاگردان
1. جمال الدین احمد فرزند محمّد فرزند فهد حلّی
2. حسن بن راشد حلّی
3. حسن بن محمّد بن حسن نجفی،
4. حسین بن فخر الدین بن سفر الله، معروف به علاء الدین مظفر
5. سیف الدین شغرابی.
6. شرف الدین مکی.
7. ظهیر الدین بن الحسام
8. عبدالله بن مقداد: وی فرزند فاضل مقداد است. پدرش در سال ۷۹۴ (قمری) کتاب «الاربعون حدیثاً» را برای او تألیف کرد.
9. علی بن الحسن بن علاله یا «علا» یا «علالا».
10. علی تولینی نحاریری عاملی
11. علی بن عبدالعالی المیسی العاملی
12. سید رضی الدین بن عبدالملک، الواعظ القمی
13. شیخ قاسم الدین
14. محمّد بن شجاع القطان الانصاری الحلی

## درگذشت
سنّ فاضل مقداد را تا وقت درگذشت، حدود ۸۰ سال بوده است، و در سال ۸۲۶ قمری درگذشته است.